# Tôň
Tôň (maďarsky Tany, do roku 1907 Nagytany) je obec v okrese Komárno na Slovensku. Nachází se ve slovenské Podunajské nížině, přesněji v jihovýchodní části Velkého Žitného ostrova. V obci je kalvínský kostel z roku 1855.

## Historie
Tôň je poprvé písemně zmíněna v roce 1268 jako Thon. V roce 1828 zde bylo 65 domů a 355 obyvatel, kteří byli zaměstnáni jako rybáři a rolníci. V letech 1855 až 1873 byl v obci cukrovar, v roce 1890 byla založena továrna na plátno a v roce 1900 cihelna. Do roku 1918 byla obec součástí Uherska. V letech 1938 až 1945 byla kvůli první vídeňské arbitráži součástí Maďarska. V roce 1965 byla obec silně poškozena povodní. Při sčítání lidu v roce 2011 žilo v Tôni 803 obyvatel, z toho 703 Maďarů, 87 Slováků, tři Češi a Moravan; devět obyvatel neposkytlo žádné informace o své etnické příslušnosti.